# Henri-Jules Barjou
Henri-Jules Édouard Raymond Barjou, né à Lesneven le 29 avril 1875 et mort le 17 août 1943 à Quimper, est un peintre, aquarelliste et graveur à l'eau-forte français.

## Biographie
Il expose à la Société nationale des beaux-arts (1920-1922), au Salon des artistes français (1924-1929) et dans des galeries parisiennes ainsi qu'au Palais des beaux-arts de Bruxelles (1928).
Au Salon des indépendants, il a présenté un Paysage breton (1927), un autre Paysage l'année suivante et En Bretagne en 1929. 
Colonel lors de la Première Guerre mondiale, il est fait officier de la Légion d'honneur le 28 décembre 1928 et reçoit la Croix de Guerre. Il est ensuite décoré de l'ordre de la Francisque.